# McDonnell Douglas AV-8B Harrier II
McDonnell Douglas AV-8B Harrier II là một loại máy bay thuộc thế hệ thứ 2 trong dòng máy bay cất cánh hạ cánh thẳng đứng/trên đường băng ngắn hay máy bay phản lực đa chức năng V/STOL, loại máy bay này được thiết kế chế tạo vào cuối thế kỷ 20. Hãng British Aerospace đã nối lại dự án chế tạo nâng cấp loại máy bay V/STOL vào đầu những năm 1980, và nó được quản lý bởi Boeing/BAE Systems từ thập niên 1990.
AV-8 Harrier II được phát triển từ mẫu máy bay trước đó là Hawker Siddeley Harrier, nó chủ yếu được sử dụng để tấn công nhanh hay những nhiệm vụ đa chức năng, điển hình là nó được sử dụng trên các tàu sân bay. Những phiên bản của loại máy bay này được sử dụng ở vài quốc gia thành viên NATO, bao gồm Vương quốc Anh, Tây Ban Nha, Ý và Hoa Kỳ.
Loại máy bay này được gọi tên AV-8B Harrier II ở trong lực lượng Thủy quân lục chiến Hoa Kỳ và Harrier GR7/GR9 trong Không quân Hoàng gia Anh. Tuy nhiên nó cũng được gọi với tên AV-8A Harrier, AV-8B Harrier II được sử dụng rộng rãi bởi hãng McDonnell Douglas. AV-8A là một thế hệ phát triển sau của Hawker Siddeley Harrier GR.1A được trang bị cho thủy quân lục chiến Mỹ. Cả hai kiểu máy bay này thông thường được quy vào dòng máy bay Harrier Jump-jet (máy bay phản lực lên thẳng Harrier).

## Phát triển

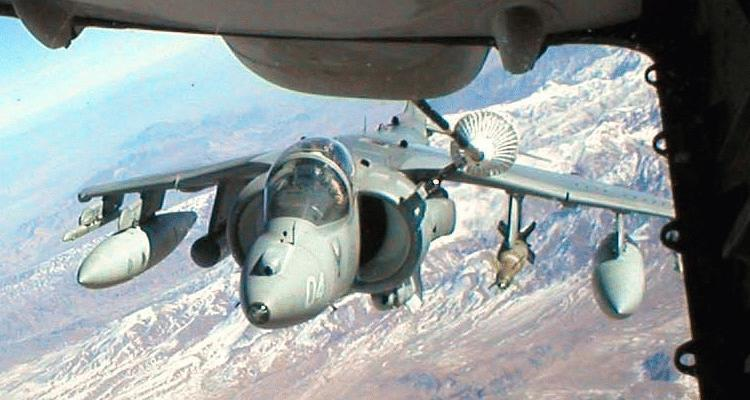
AV-8 Harrier II tiếp nhiên liệu từ một chiếc KC-10 Extender.

Harrier II là một ví dụ đáng chú ý của sự hợp tác giữa Vương quốc Anh và Hoa Kỳ trong thành tựu chế tạo các phương tiện chiến tranh trong Chiến tranh Lạnh. Hoa Kỳ đã trợ giúp Anh bằng cách cấp vốn cho những sự phát triển đầu tiên của loại máy bay Hawker P.1127 dưới tên gọi của Chương trình phát triển vũ khí chung (MWDP), và các quan chức Mỹ cũng đã cứu chương trình AV-16 Advanced Harrier Program của McDonnell Douglas khỏi bị hủy bỏ, chính những chương trình này đã hình thành nên dòng máy bay thế hệ thứ hai của Harrier.
Douglas McDonnell đã được phép khởi động lại chương trình của riêng mình, lúc này đang tới gần khả năng sản xuất hàng loạt khi British Aerospace (BAe) nói lại chương trình vào thập niên 1980. Họ đã cùng sản xuất chung mẫu máy bay này, và BAe tiếp tục phát triển thế hệ Harrier thứ hai. Vào thập niên 1990, McDonnell Douglas sáp nhập vào Boeing, và BAe cũng sáp nhập vào BAE Systems, nhưng những tập đoàn này vẫn tiếp tục phát triển dòng máy bay STOVL vào đầu thế kỷ 21.
AV-8B có nguồn gốc từ sự hợp tác trực tiếp giữa Anh và Mỹ, trong một dự án (Hawker-Siddeley và McDonnell Douglas) về máy bay Harrier với nhiều cải tiến có tên gọi là AV-16. Tuy nhiên những chi phí trong việc phát triển động cơ của Rolls Royce và sự phát triển máy bay đã dẫn đến người Anh rút lui khỏi chương trình này.

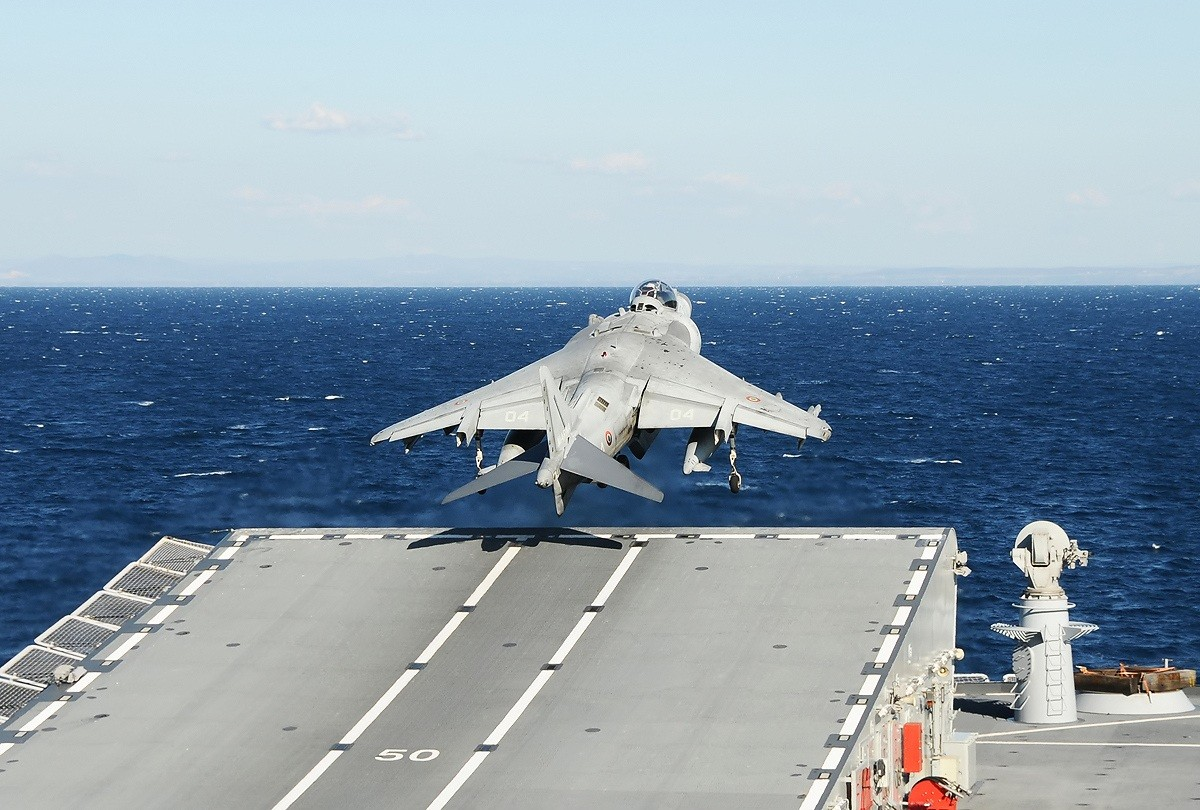
Một chiếc AV-8B Harrier II của Italia trên tàu Catour.

Chỉ còn người Mỹ quan tâm đến chương trình này, tuy nhiên đây là một dự án ít tham vọng, nó có giá thành cao và công ty McDonnell đã tự đứng ra nghiên cứu tiến hành dự án này để đáp ứng nhu cầu của chính phủ Mỹ. Dự án sử dụng những thứ học được từ sự phát triển của AV-16, một số thứ được phát triển thêm như động cơ Pegasus, công việc phát triển tiếp tục đã dẫn đến kết quả là AV-8B dành cho Thủy quân lục chiến Hoa Kỳ. Máy bay đã đáp ứng được đúng nhu cầu của Thủy quân lục chiến về một máy bay tấn công mặt đất hạng nhẹ và tập trung vào trọng tải cũng như tầm bay bỏ qua tốc độ. Vào đầu thập niên 1980, Anh khởi động lại sự phát triển Harrier thế hệ thứ hai của riêng mình dựa vào thiết kế của Mỹ, kết quả của người Anh là loại GR.5.
Hai mẫu thử nghiệm YAV-8B đầu tiên được chuyển đổi từ khung của AV-8A.

### Sản xuất
Máy bay được chế tạo bởi McDonnell Douglas và British Aerospace (sau này là BAE Systems), loại máy bay này cũng được chế tạo tại nhà máy Kingston & Dunsfold ở Surrey, Vương quốc Anh. Nhà máy này cũng là nơi chế tạo Hawker Hunter, và BAe Hawk T1.

## Các phiên bản

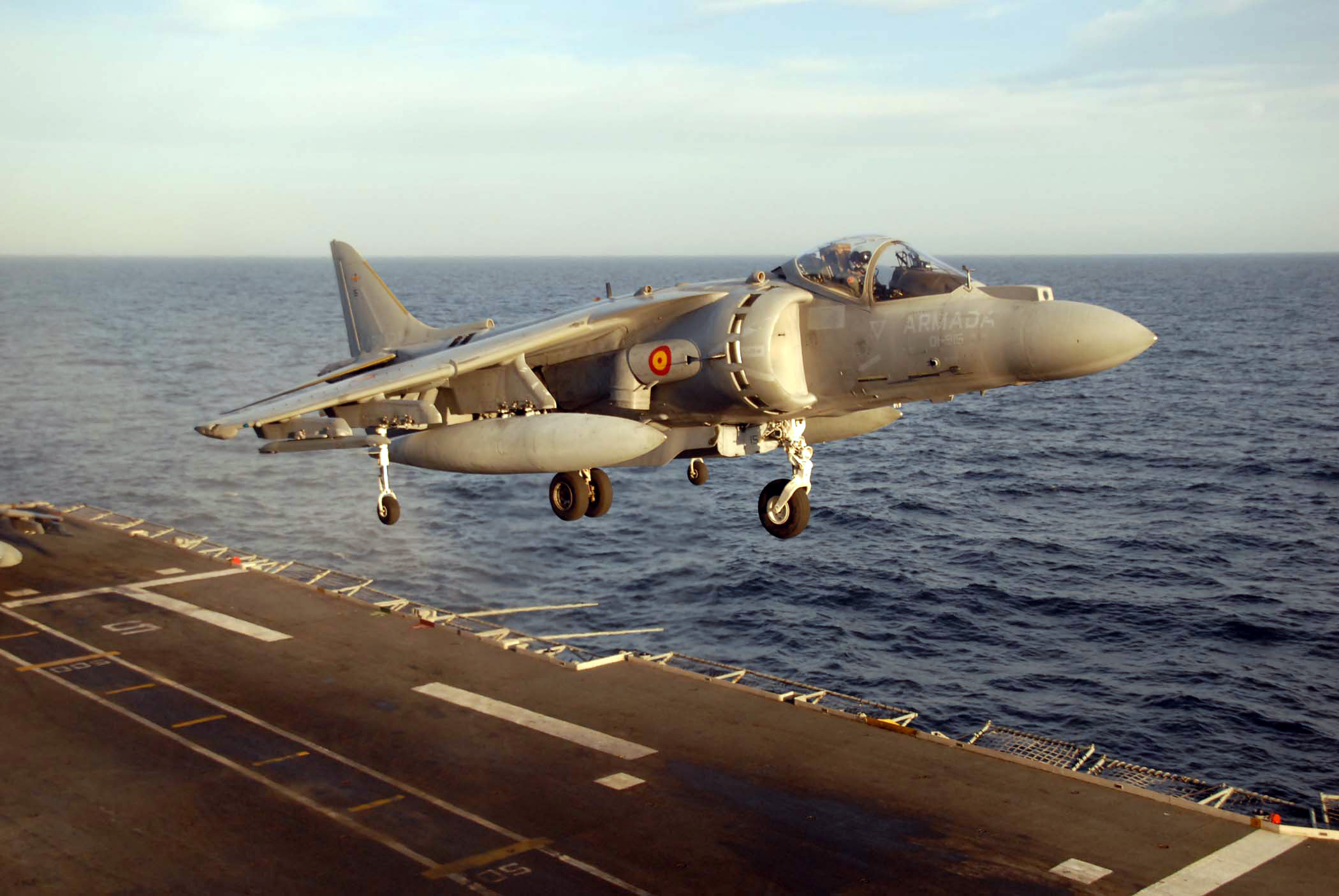
Một chiếc AV-8B Harrier II Plus trên tàu sân bay Principe de Asturias (R 11) của Hải quân Tây Ban Nha.

Một vài phiên bản của Harrier được sử dụng chủ yếu bởi các đơn vị quân đội của 4 quốc gia. Không quân và Không lực Hải quân Hoàng gia Anh sử dụng một số phiên bản và kiểu khác nhau của AV-8B từ cuối thập niên 1980, bao gồm các kiểu GR7/7A, GR9/9A, T10 và T12 (xem RAF Harrier II). Thủy quân lục chiến Hoa Kỳ sử dụng McDonnell Douglas AV-8B và TAV-8B từ năm 1985. Không quân Hải quân Tây Ban Nha (Arma Aerea De La Armada) sử dụng AV-8B+ và AV-8B. Không lực Hải quân Italia (Aviazione per la Marina Militare) sử dụng AV-8B+ và TAV-8B. Các phiên bản của Harrier có thể thay đổi một cách đáng kể phụ thuộc kiểu mẫu yêu cầu, thậm chí là các kiểu máy bay trong một quốc gia tuỳ thuộc vào từng đòi hỏi về tính năng máy bay của mỗi quốc gia.

### AV-8B Harrier II
Những chiếc AV-8B Harrier II được sản xuất đầu tiên thường được biết đến như phiên bản "Day Attack - Tấn công ban ngày", vào những chiếc đầu tiên này hoạt động trong một khoảng thời gian không dài trong biên chế. Phần lớn chúng được nâng cấp thành tiêu chuẩn Night Attack Harrier hoặc Harrier II Plus, với những chiếc không được nâng cấp thì bị rút khỏi biên chế hoạt động.
Trong các cuộc chiến vào năm 1991, phiên bản Night Attack Harrier được trang bị hợp nhất với một camera hồng ngoại dự báo dẫn đường (NAVFLIR). Buồng lái cũng được nâng cấp, bao gồm khả năng tương thích với kính nhìn đêm. Phiên bản mới này được trang bị một động cơ mới mạnh hơn là Rolls Royce Pegasus II. Loại động cơ này trước đấy được dự định để trang bị trên AV-8D.
Harrier II Plus rất giống với phiên bản Night Attack, với sự thêm vào radar APG-65 (giống với những chiếc F/A-18 Hornet ban đầu) ở phần khoang mũi khá rộng, điều này giúp cho Harrier có thể sử dụng những tên lửa hiện đại hơn như AIM-120 AMRAAM. Phiên bản này được Thủy quân Lục chiến Mỹ, Hải quân Tây Ban Nha và Hải quân Italia sử dụng.

### AV-8C Harrier
Một phiên bản nâng cấp được phát triển từ kiểu AV-8A, nó được coi như một phiên bản giao hàng chuyển tiếp tạm thời của AV-8B. Thiết kế khung máy bay không dựa vào AV-8B Harrier II.

### TAV-8B Harrier II

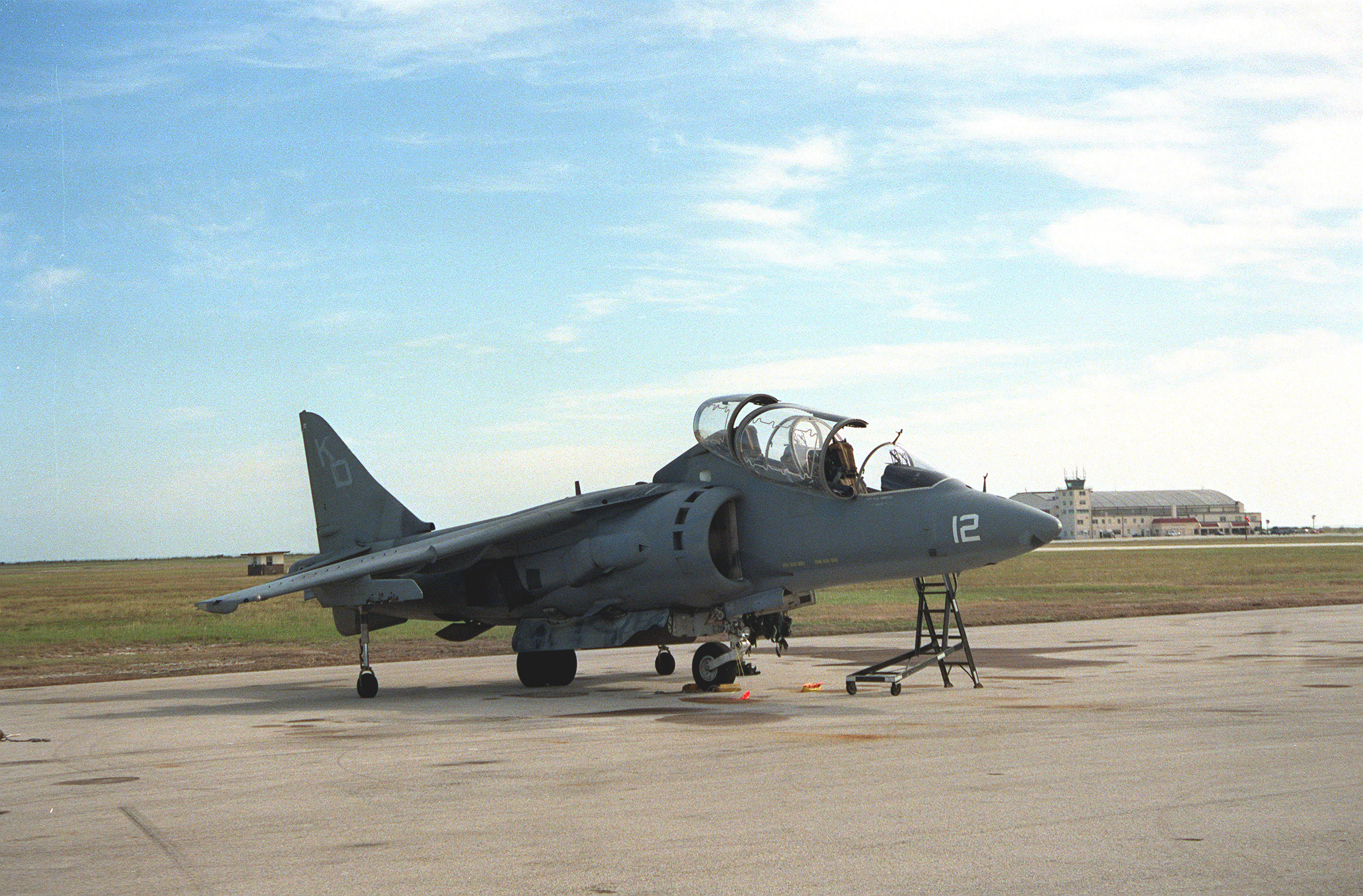
Một chiếc TAV-8B Harrier II của thủy quân lục chiến Mỹ.

Phiên bản huấn luyện hai chỗ.

### EAV-8B Matador II
Phiên bản Hải quân Tây Ban Nha.

### Harrier GR-series (Phiên bản của Anh)
- Harrier GR5 — Phiên bản đầu tiên của BAE Harrier II.
- Harrier GR7 — Hệ thống điện tử nâng cấp tới tiêu chuẩn GR5.
- Harrier GR7A — GR7 với động cơ mạnh hơn.
- Harrier GR9 — Hệ thống điện tử nâng cấp tới tiêu chuẩn GR7.
- Harrier GR9A — Nâng cấp hệ thống điện tử và động cơ mạnh hơn.

## Các quốc gia sử dụng
Ý
- Hải quân Italia
  - Gruppo Aerei Imbarcati "The Wolves"

 Tây Ban Nha
- Hải quân Tây Ban Nha

 Anh Quốc
- Không quân Hoàng gia
  - Phi đội số 1
  - Phi đội số 4
  - Phi đội số 20
  - RAF SAOEU Đơn vị đánh giá hoạt động tấn công
- Hải quân Hoàng gia
  - Phi đội Hải quân 800
  - Phi đội Hải quân 801

 Hoa Kỳ
- Thủy quân lục chiến Hoa Kỳ
  - VMA-211
  - VMA-214
  - VMA-223
  - VMA-231
  - VMA-311
  - VMA-513
  - VMA-542
  - VMAT-203

## Thông số kỹ thuật (AV-8B+ Harrier II Plus)

### Đặc điểm riêng
- Phi đoàn: 1
- Chiều dài: 46 ft 4 in (14.12 m)
- Sải cánh: 30 ft 4 in (9.25 m)
- Chiều cao: 11 ft 8 in (3.55 m)
- Diện tích cánh: 243,4 ft² (22.61 m²)
- Trọng lượng rỗng: 14.865 lb (6.745 kg)
- Trọng lượng cất cánh: 22.950 lb (10.410 kg)
- Trọng lượng cất cánh tối đa:
  - Chạy trên đường băng: 31.000 lb (14.000 kg)
  - Cất cánh thẳng đứng: 20.755 lb (9.415 kg)
- Động cơ: 1× động cơ phản lực cánh quạt đẩy Rolls-Royce Pegasus 105 chỉnh hướng phụt, 21.750 lbf (96.75 kN)

### Hiệu suất bay
- Vận tốc cực đại: 0,89 Mach (675 mph, 1.085 km/h) trên mặt biển
- Tầm bay: 1.200 nm (1.400 mi, 2.200 km)
- Tầm bay tuần tiễu: 1.800 nm (3.300 km)
- Trần bay: 15.240 m
- Vận tốc lên cao: 14.700 ft/min (4.485 m/min)
- Lực nâng của cánh: 94,29 lb/ft² (460.4 kg/m²)
- Lực đẩy/trọng lượng: n/a

### Vũ khí
- Súng: 1× pháo GAU-12U "Equalizer" 25 mm (300 viên đạn)
- Giá treo: 7 điểm mang được 13.200 lb (STOVL) vũ khí, bao gồm bom, tên lửa AGM-65 Maverick, hệ thống ngắm mục tiêu LITENING, 4 tên lửa AIM-9 Sidewinder. Radar trang bị cho phiên bản AV-8B+ có thể mang được 4 tên lửa AIM-120 AMRAAM. Hệ thống vũ khí thông minh.

## Văn hóa đại chúng
Một số chiếc Harrier đã xuất hiện trong một số bộ phim và trò chơi.

## Nội dung liên quan

### Máy bay có cùng sự phát triển
- BAE Harrier II
- BAE Sea Harrier
- Hawker P.1127
- Hawker Siddeley Harrier

### Máy bay có tính năng tương đương
- Boeing X-32
- F-35 Lightning II
- Yakovlev Yak-38
- Yakovlev Yak-41

### Danh sách tiếp theo
- ← A-5 - A-6 - A-7 - AV-8 - YA-9 - A-10 - A-12
- ← XV-5 - XV-6 - CV-7 - XV-8/AV-8 - XV-9 - OV-10 - XV-11 →